# Ludwig Friedrich xứ Württemberg-Mömpelgard
Ludwig Friedrich (29 tháng 1 năm 1586 – 26 tháng 1 năm 1631 tại Montbéliard) là Công tước cai trị xứ Württemberg-Mömpelgard.
Sinh ra tại Lâu đài Montbéliard, ông là người con thứ năm và là con trai thứ hai của Công tước Friedrich I xứ Württemberg với Sibylla xứ Anhalt.